# Tanytarsus lestagei
Tanytarsus lestagei är en tvåvingeart som beskrevs av Maurice Emile Marie Goetghebuer 1922. Tanytarsus lestagei ingår i släktet Tanytarsus och familjen fjädermyggor. Arten är reproducerande i Sverige. Inga underarter finns listade i Catalogue of Life.